# Requerimiento de frío en especies frutales caducifolias

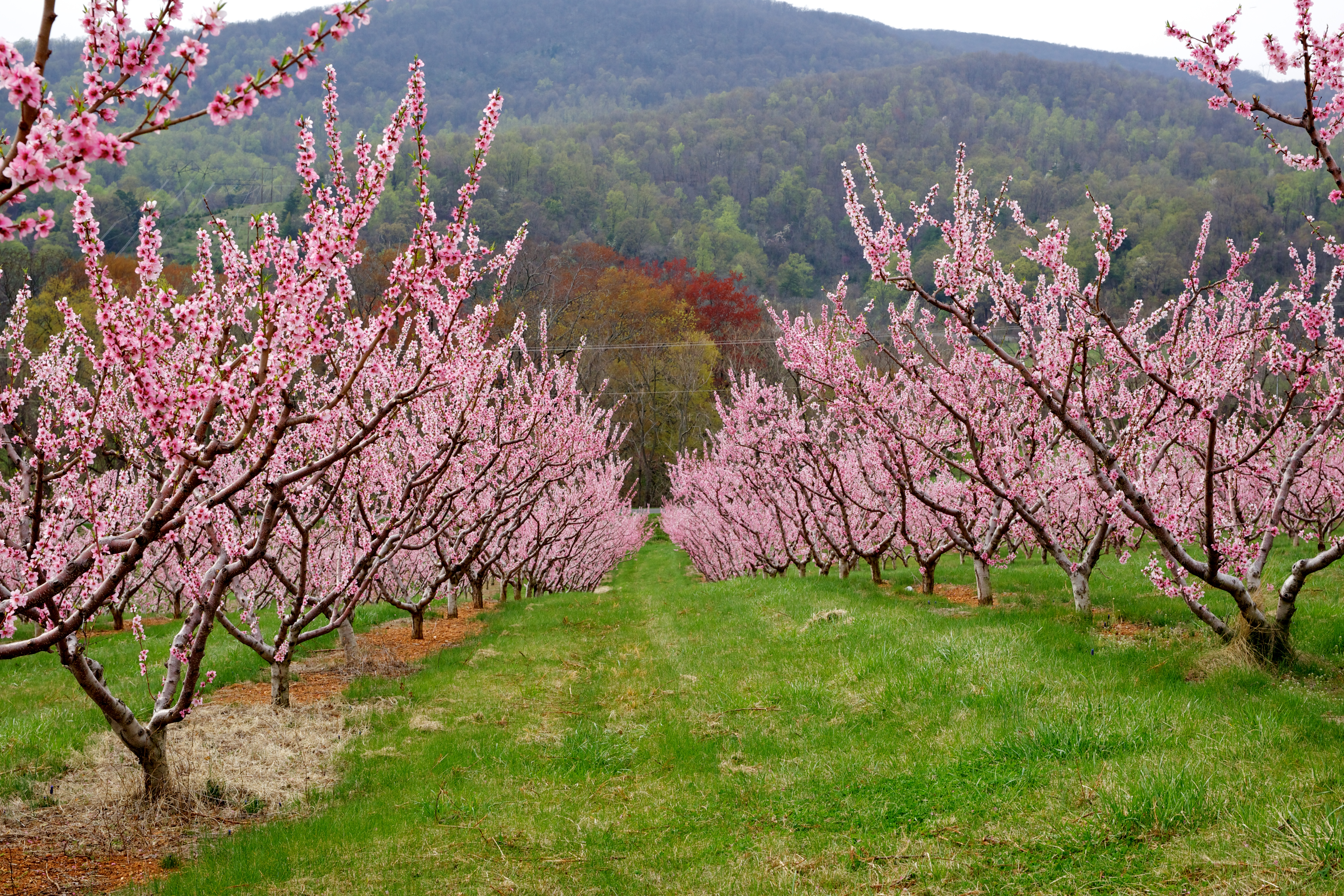
Monte frutal de durazneros o melocotoneros en plena floración en Virginia (EE. UU.). La floración concentrada en el tiempo es indicativa de la recepción de una dotación de horas de frío superior al umbral mínimo requerido por la variedad.

El requerimiento de frío en especies frutales caducifolias, requisito también conocido como acumulación de frío, es un factor decisivo en la adaptación de estas especies a su ambiente. De este requerimiento depende la ruptura de la dormición de un amplio espectro de árboles y arbustos frutales de uso comercial, tales como las especies frutales de pepita (manzano, peral, membrillero), las de hueso o carozo (duraznero o melocotonero, ciruelo japonés, cerezo dulce, guindo, olivo, etc), las especies productoras de frutos secos (almendro, avellano, nogal, castaño, pecán, pistachero), los arbustos de hoja caduca (arándanos, frambueso, moras, zarzamora, grosellero), y las especies de hoja caduca trepadoras (vid, actinidia). Todas ellas tienen que estar expuestas a un período de bajas temperaturas durante el letargo invernal para una adecuada ruptura de la dormición e inicio de la nueva estación de crecimiento.
Cuando las especies frutales de clima templado no resultan expuestas a temperaturas bajas de acuerdo a sus necesidades específicas (siendo en general la eficiencia máxima entre 2,5 y 9,1 °C), se observan un conjunto de síntomas entre los que resultan más comunes los siguientes:
- retraso en la apertura de yemas de madera;
- retraso en la apertura de yemas de flor;
- brotación irregular y dispersa; y
- desprendimiento de las yemas de flor.

Consecuentemente, la productividad de la especie se ve seriamente comprometida.

## Origen de la expresión
Las investigaciones acerca de los requerimientos de bajas temperaturas para la ruptura de la dormición de las yemas de los árboles frutales se iniciaron hace más de medio siglo. Weinberger (1950) acuñó la expresión «horas de frío» (HF) para referirse a aquellas horas transcurridas a temperaturas inferiores a 7 °C, y correlacionó por primera vez las HF con la cantidad de frío requerida para la ruptura de la dormición y el posterior crecimiento normal de los árboles frutales. De su trabajo surgió la expresión «requerimiento de frío» para cada especie y variedad. 

## Modelos

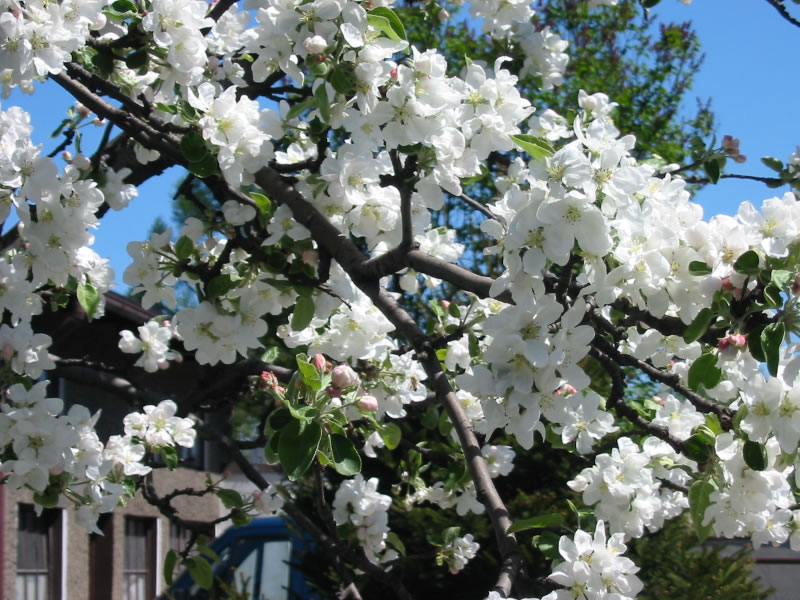
Ejemplar de manzano en plena floración. La floración y brotación uniformes indican la satisfacción de los requerimientos de frío de la variedad, entre otros factores intervinientes.

Existen modelos muy variados que, con diferente grado de complejidad, buscan predecir la ruptura de la dormición sobre la base de la temperatura. El tema fue tratado ampliamente por Melgarejo, y Viémont y Crabbé, entre otros.

### Modelo de Utah
Los primeros modelos consideraron que las temperaturas superiores a 7 °C no tienen efecto sobre la salida del reposo invernal, y que las inferiores a ese umbral tienen el mismo efecto. Posteriormente, surgieron otros modelos que contemplan rangos de temperatura con diferente eficiencia en la acumulación de frío. Así, Richardson y colaboradores (1974) propusieron el «modelo de Utah» (ver Tabla 1), en el que se asigna a cada temperatura o intervalo de temperaturas un nivel de eficiencia para contribuir a la ruptura de la dormición. Según este modelo, 1 HF es equivalente a 1 unidad de frío (UF) solamente en el intervalo de temperaturas comprendido entre 2,5 y 9,1 °C. Las temperaturas inferiores a 1,4 °C no resultan efectivas para la ruptura de la dormición y, por ello, no tienen incidencia en la acumulación de frío. Las temperaturas entre 1,5 y 2,4 °C, o entre 9,2 y 12,4 °C, tienen una eficiencia del 50 % y las temperaturas iguales o superiores a 16 °C producen un efecto negativo, restando unidades de frío a la sumatoria diaria. Las UF diarias se obtienen mediante la sumatoria de las UF de cada hora del día por lo que, para utilizar este método, se requieren datos horarios de temperatura. Una vez que se ha acumulado un dado nivel de unidades de frío, se requiere un cierto número de unidades de calor para la ruptura de la dormición. El mismo se cumplimenta por exposición a temperaturas superiores a 4,5 °C  (en inglés, growing degree hours o GDH).
| Temperatura (°C) | UF correspondientes a 1 hora transcurrida a un dado rango térmico |
| ---------------- | ----------------------------------------------------------------- |
| < 1,4            | 0                                                                 |
| 1,5 a 2,4        | 0,5                                                               |
| 2,5 a 9,1        | 1                                                                 |
| 9,2 a 12,4       | 0,5                                                               |
| 12,5 a 15,9      | 0                                                                 |
| 16,0 a 18,0      | -0,5                                                              |
| > 18             | -1                                                                |

| Especie                    | Requerimiento de frío (HF) | Observaciones                                        |
| -------------------------- | -------------------------- | ---------------------------------------------------- |
| Almendro                   | 200–500                    |                                                      |
| Actinidia (kiwi)           | 700–1400                   |                                                      |
| Arándano tipo 'lowbush'    | > 800                      |                                                      |
| Arándano tipo 'highbush'   | 150–1000                   |                                                      |
| Arándano tipo 'rabbit-eye' | 300–600                    |                                                      |
| Avellano                   | 800–1600                   |                                                      |
| Caqui                      | 100–500                    |                                                      |
| Cerezo dulce               | 500–1300                   |                                                      |
| Ciruelo europeo            | 700–1600                   |                                                      |
| Ciruelo japonés            | 500–1000                   | Existen variedades con requerimientos de solo 200 HF |
| Damasco o albaricoquero    | 100–1100                   |                                                      |
| Duraznero o melocotonero   | 200–500                    | Las variedades más difundidas requieren 600–800 HF   |
| Frambueso                  | 600–1600                   |                                                      |
| Guindo                     | 600–1500                   |                                                      |
| Manzano                    | 200–2000                   | La media general de los cultivares es de 1200 HF     |
| Membrillero                | 50–500                     |                                                      |
| Nogal común                | 800–1500                   | Algunas variedades californianas requieren 300 HF    |
| Pecán                      | 100–600                    |                                                      |
| Peral                      | 620–1800                   |                                                      |
| Vid                        | 500–1400                   | Existen variedades con requerimientos de solo 100 HF |

### Otros modelos
Otros modelos más recientes consideran que existen cambios en la temperatura óptima de acumulación de frío durante el período de dormición, ya que se producen modificaciones en la sensibilidad al frío del árbol frutal.
El «modelo de Utah» no se adapta a zonas de inviernos suaves, por lo que se han elaborado modelos alternativos, basados en criterios distintos en referencia a la eficiencia de acumulación del frío. Entre ellos se destacan el «modelo de bajas necesidades» de Gilreath y Buchanan (1981), el «modelo de Carolina del Norte» de Shaltout y Unrath (1983), y el «modelo dinámico» de Erez y Couvillon (1987).
El «modelo dinámico» de Erez y Couvillon (1987) sugiere la presencia de dos etapas en la ruptura de la dormición, y se adaptaría mejor a localidades con inviernos menos uniformes que aquellos en que se basó el «modelo de Utah». El «modelo dinámico» propone la existencia de un factor de ruptura de la dormición, de naturaleza estable, que es precedido por un precursor de naturaleza inestable. La temperatura podría afectar la acumulación del precursor inestable de varias maneras: podría inactivar la biosíntesis del precursor (a valores de 0 °C o inferiores), estimular su biosíntesis (a 4-10 °C), o acelerar/estimular su degradación (a 14 °C o más). Además, el modelo propone que, al acumularse el precursor más allá de un dado umbral de concentración, es convertido en el factor estable y activo de ruptura de la dormición. Esta conversión es promovida por períodos cortos de temperaturas moderadas (15 °C), que no son óptimas para la biosíntesis del precursor. Este criterio buscaría explicar por qué las temperaturas invernales superiores a 15 °C, frecuentes en algunas zonas de producción de Prunoideas en la Argentina como el NE de la Provincia de Buenos Aires y el S de la Provincia de Santa Fe, no siempre perjudican la ruptura de la dormición. La alternancia de períodos cortos de temperaturas relativamente elevadas podría ser útil para «estabilizar» al precursor que fue sintetizado durante las horas previas a bajas temperaturas. Así, las temperaturas de 15 °C o superiores podrían resultar más o menos favorables para la ruptura de la dormición, dependiendo de la etapa de la dormición en que se producen y de la duración de las mismas.

## Especies y variedades

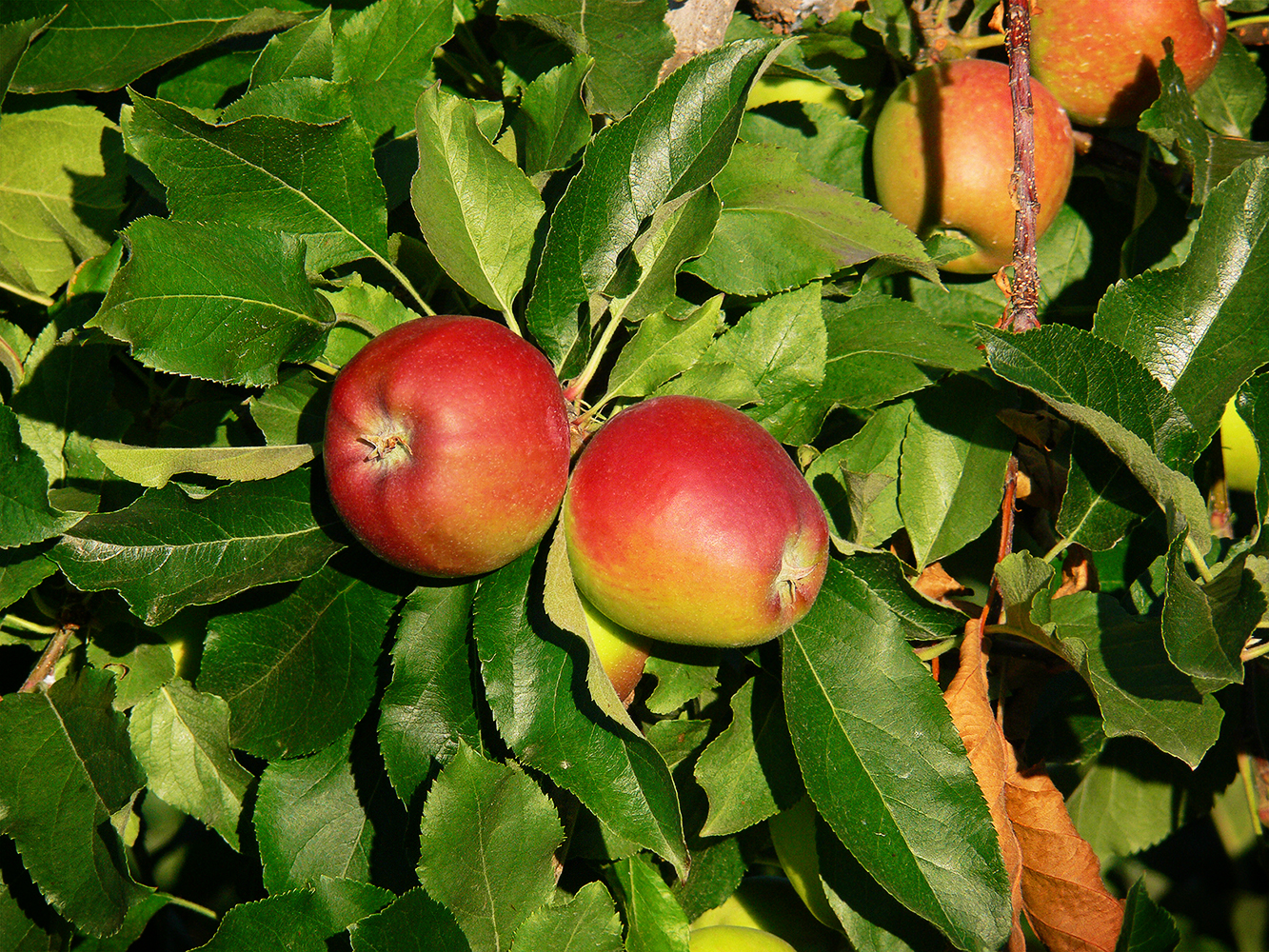
Manzano 'Gala'. Se trata de un cultivar con relativamente baja demanda de horas de frío en comparación con el promedio de las variedades de manzanos.

El manzano es una de las especies más exigentes en frío para romper la dormición, si bien el manzano 'Anna' requiere apenas 200 HF y los manzanos 'Gala', sus clones mejorados, y 'Mutsu' demandan alrededor de 500 HF (ver Tabla 1). Los cruzamientos entre 'Anna' y el grupo 'Gala' han dado origen a un conjunto de variedades cultivadas con requerimientos de 250-450 HF. Entre estas variedades se destacan 'Anabella', 'Caricia', 'Eva', y 'Princesa', las cuales están siendo cultivadas con éxito en Argentina, en la Provincia de Misiones y en la zona cordobesa de Jesús María y Colonia Caroya.
En zonas de inviernos templado-cálidos, donde la acumulación de frío puede ser insuficiente en algunos años, se utiliza con éxito la disminución de la temperatura a través de la evaporación del agua, método conocido en inglés como cooling (por ejemplo, en Israel). Mediante esta técnica se reduce hasta 15 °C la temperatura de las yemas, mejorando la acumulación de frío y, consecuentemente, la ruptura de la dormición.
El caqui es una especie que se adapta tanto a climas templados como subtropicales, y posee bajos requerimientos de frío. En Australia se cultiva en áreas con menos de 100 HF mientras que en otras regiones del mundo se adapta a zonas con 800-1000 HF a menos de 7,2 °C.

## Sensibilidad según el tipo de yema
Un aspecto a tener en cuenta en la ruptura de la dormición es el tipo de yemas sobre el que fructifica la planta frutal. La falta de frío y los tratamientos para romper la dormición producen caída de yemas de flor, mientras que en aquellas especies frutales que poseen yemas mixtas, como la vid y la actinidia, la sensibilidad es significativamente menor.

## Las bajas temperaturas en especies subtropicales
Existen especies subtropicales que se adaptan a zonas de clima templado siempre que la ocurrencia de heladas sea mínima o nula. En el caso de los cítricos (Citrus sp.), las bajas temperaturas actúan como factor primario de inducción a la floración. Así, las bajas temperaturas concentran la floración, pero no representan un requisito cualitativo para que la floración ocurra. La "pseudo-latencia" experimentada por los naranjos en condiciones de bajas temperaturas desencadena luego una floración más concentrada en primavera, a diferencia de la floración y fructificación más extendida en el tiempo de aquellos ejemplares ubicados en climas más cálidos. Además, la presencia de frío aumenta la producción de pigmentos carotenoides y disminuye la clorofila en los frutos, con lo que mejora su apariencia y su valor de mercado.